# 안토노프 An-26
안토노프 An-26은 1969년부터 1986년까지 소련에서 설계되고 생산된 쌍발 터보프롭 민간 및 군용 항공기이다.

## 사건사고
2020년 9월 25일, 우크라이나 북동부 하리코프주에서 저녁 현지 공군 소속 AN-26 군용수송기가 추락해 최소 26명이 사망했다. 하리코프 국립공군대학 사관생도 21명과 7명의 승무원 등 모두 28명이 탑승했다. 우크라이나 당국은 26명의 시신을 발견했고 2명이 살아남았다.
2021년 7월 6일, 러시아 현지 '캄차카 항공기업' 소속의 An-26 여객기가 이날 오후 캄차카주(州) 주도인 남동부 페트로파블롭스크-캄차츠키에서 북서부 소도시 팔라나로 운항하던 중 목적지 인근에서 갑작스럽게 연락이 두절됐다. 캄차카 주정부는 자체 홈페이지를 통해 이 항공기가 이날 낮 12시 57분께 페트로파블롭스크-캄차츠키 옐리조보 공항에서 승객 22명과 승무원 6명 등 28명을 태우고 이륙했다고 밝혔다. 이 항공기는 팔라나에 이날 오후 3시 5분께 도착할 예정이었으나 목적지에서 9km 정도 떨어진 곳에서 관제센터와 연락이 끊겼다고 주정부는 설명했다. 이후 수색·구조팀이 현장으로 급파됐으며, 곧이어 캄차카주 주지사 블라디미르 솔로도프는 목적지인 팔라나 인근에서 여객기 잔해가 발견됐다고 밝혔다. 비행기 잔해는 공항에서 3.8km 떨어진 곳에서 발견됐다고 타스 통신은 보도했다. 승객 22명과 승무원 6명이 전원 사망했다.

## 제원
- 날개 길이: 29.2 m
- 비행기 길이: 23.8 m
- 높이: 8.575m
- 승무원: 4-5
- 무게: 24 t
- 연료가없는 질량: 22 t
- 최대 하중: 5.5 t
- 최대 속도: 430km / h
- 전체 비행 하중 길이 및 전체 탱크: 740 km
- 연료 소비: 1000 kg / h

## 같이 보기
- 안토노프 An-24
- 안토노프 An-32
- C-160
- 군용 수송기